# Bonilla de la Sierra
Bonilla de la Sierra – gmina w Hiszpanii, w prowincji Ávila, w Kastylii i León, o powierzchni 55,06 km². W 2011 roku gmina liczyła 134 mieszkańców.